# Cumaru do Norte
Cumaru do Norte est une municipalité brésilienne située dans l'État du Pará.